# اندری میسایلو
اندری میسایلو (اوکراینی: Андрій Федорович Місяйло؛ زادهٔ ۲۴ مارس ۱۹۸۸) بازیکن فوتبال اهل اوکراین است.
از باشگاه‌هایی که در آن بازی کرده‌است می‌توان به باشگاه فوتبال متالورگ-۲ دونتسک و باشگاه فوتبال فورسکلا پولتاوا اشاره کرد.